# Erythemis attala
Erythemis attala är en trollsländeart som först beskrevs av Selys 1857.  Erythemis attala ingår i släktet Erythemis och familjen segeltrollsländor. Inga underarter finns listade i Catalogue of Life.